# Фердинандовац
Фердинандовац (хорв. Ferdinandovac) — община с центром в одноимённом посёлке на севере Хорватии, в  Копривницко-Крижевацкой жупании. Население — 1659 человек в самом посёлке и 1732 человека во всей общине (2011). Подавляющее большинство населения — хорваты (99 %). В состав общины, кроме самого Фердинандовца, входит деревня Бродич (Brodić, 73 человека). Большинство населения занято в сельском хозяйстве.
Посёлок расположен на Подравинской низменности в 2 километрах к юго-западу от Дравы, по которой здесь проходит граница с Венгрией, однако мостов через реку и пограничных переходов в окрестностях нет. Фердинандовац лежит в 7 км к северо-востоку от Джурджеваца, с которым связан местной дорогой. В Джурджеваце находится ближайшая железнодорожная станция.
Фердинандовац основан в 1844 году императором Фердинандом I, назван в честь святого покровителя императора Святого Фердинанда. В посёлке есть барочная церковь Святого Фердинанда, освящена в 1847 году.